# 小行星1830
小行星1830（1830 Pogson）是一颗围绕太阳公转的小行星。1968年4月17日，保羅·維爾特在齐美尔瓦尔德发现了此天体。
該小行星以英國天文學家諾曼·羅伯特·普森命名。
这颗小行星的绝对星等为334.9623518922749等。